# 贝琳达·霍金
贝琳达·简·霍金（英語：Belinda Jane Hocking，1990年9月14日—）生于维多利亚州旺加拉塔，是一名澳大利亚女子游泳运动员，主攻仰泳。她在四岁时开始练习游泳，当时她患有哮喘，为了治疗该病，她开始投身于这项运动。游泳生涯期间，她参加了2008年、2012年和2016年三届奥运。2017年3月3日，她宣布正式退役。